# James Lind
James Lind (født 4. oktober 1716, død 13. juli 1794) var en skotsk læge i den engelske flåde. I 1747 kom han på sporet af midlet mod mangelsygdommen skørbug.
Ved et naturvidenskabeligt eksperiment den 20. maj 1747 bragte han 12 sømænd om bord på  skibet Salisbury og lod skibet stå til søs. Til havs styrede James Lind deres ernæring, så alle fik det samme, men undtagelse af én ting. To fik appelsiner og citroner hver dag, to fik æblevin, to fik fortyndet svovlsyre, to fik havvand og de sidste to fik en medicinblanding. James Lind var selv af den overbevisning, at svovlsyren ville løse problemet med skørbug, men da han den 16. juni 1747 vendte tilbage til land, var det kun de  to, der havde indtaget citrusfrugter (med C-vitamin), der ikke havde skørbug.